# Remise Kreuzgasse

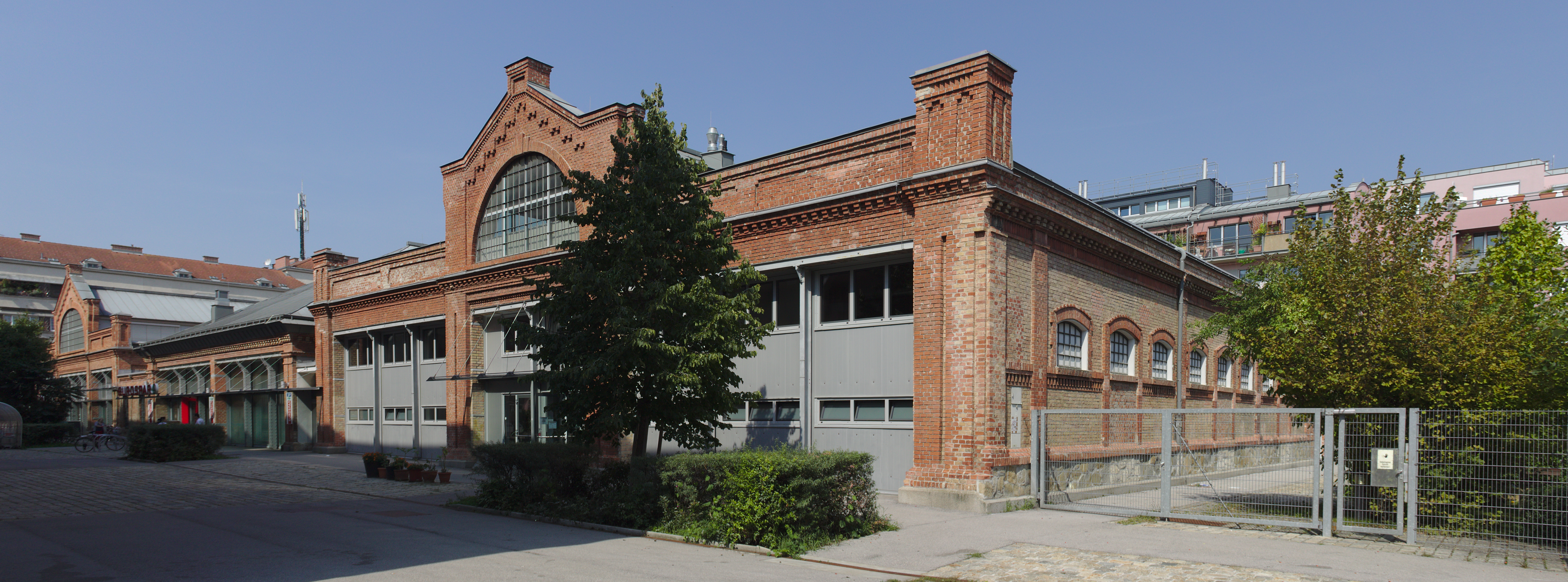
Halle der Remise Kreuzgasse (2014)

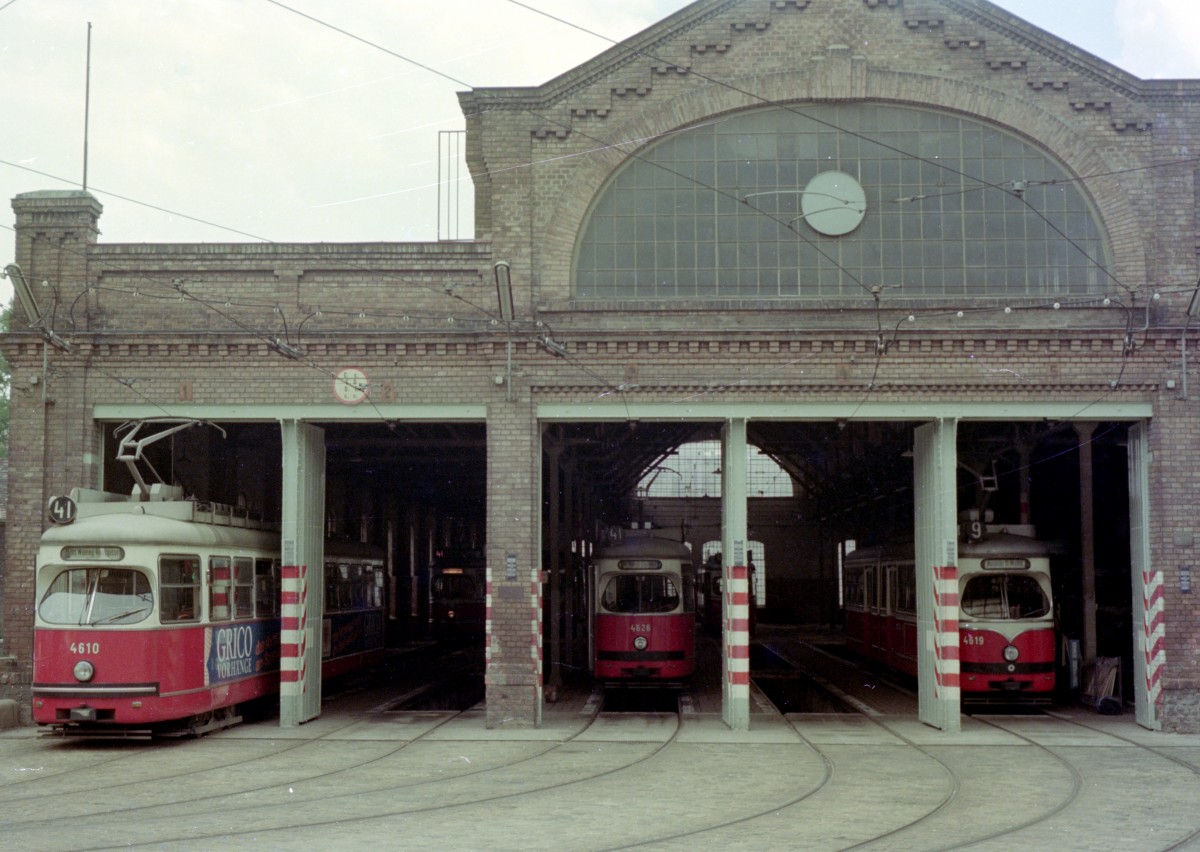
Straßenbahnbetrieb im Jahre 1974

Die Remise Kreuzgasse ist eine ehemalige, denkmalgeschützte Remise der Wiener Linien. Der Gebäudekomplex befindet sich im Bezirksteil Währing des 18. Wiener Gemeindebezirks in der Kreuzgasse 72–76, an der Strecke der Straßenbahnlinien 9 und 42. Die Remise war von 1883 bis 1993 in Betrieb.

## Geschichte

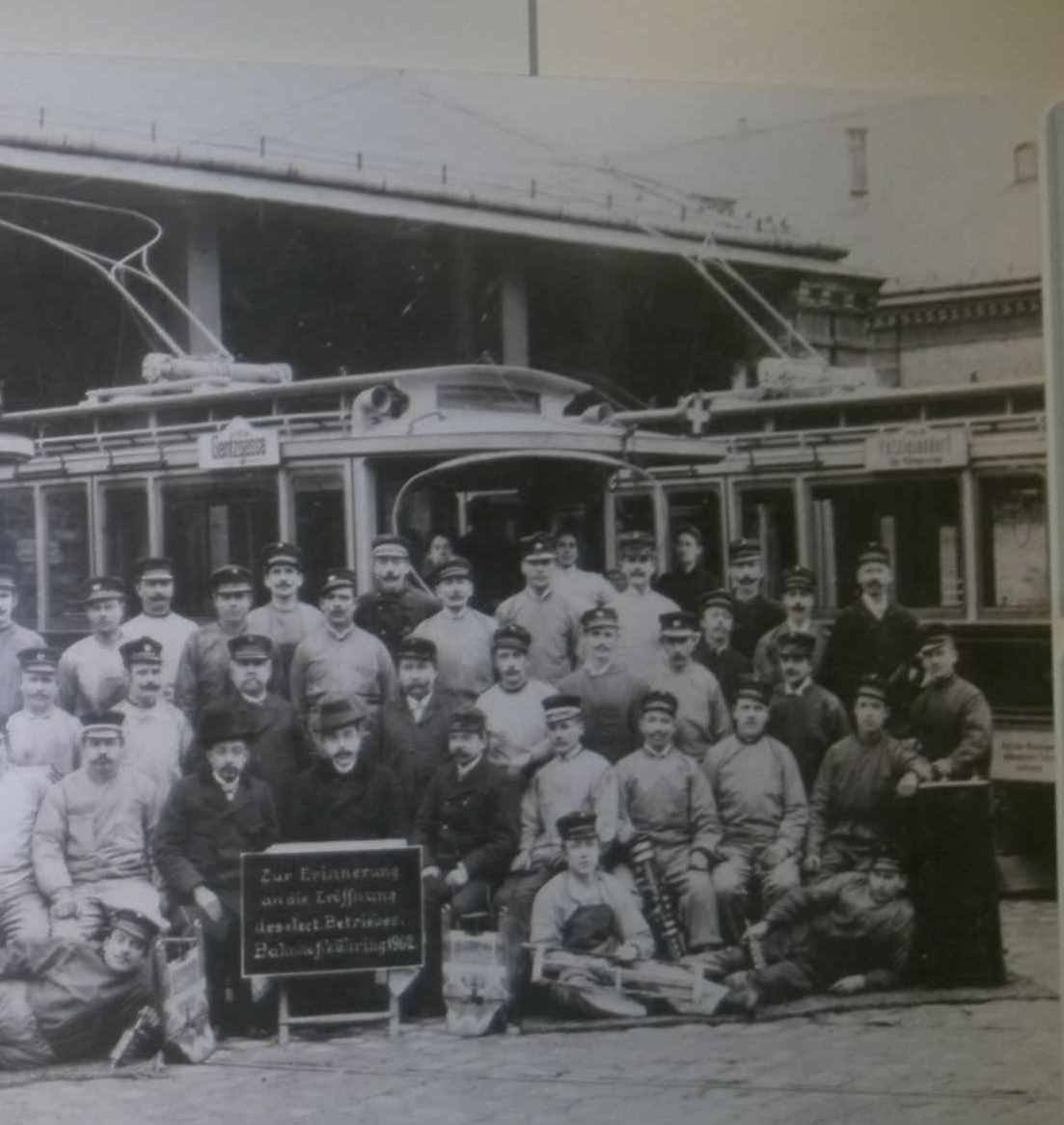
Der Betriebsbahnhof Währing der Gemeinde Wien, Städtische Straßenbahnen, wurde 1902 auf elektrische Traktion umgestellt. Das Bahnhofsteam ließ sich zu diesem Anlass fotografieren (Ausschnitt). Das Foto ist heute in der Remise – Verkehrsmuseum der Wiener Linien ausgestellt.

Die Remise Kreuzgasse, offiziell Betriebsbahnhof Währing genannt, wurde 1883 von der privaten Wiener Tramway-Gesellschaft für ihre Pferdestraßenbahnlinie von der Währinger Straße beim Gürtel bis zur Kreuzgasse errichtet. Die Strecke führte von der Währinger Straße über Schulgasse, Semperstraße, Schopenhauerstraße, Staudgasse und Kutschkergasse zum zentrumsseitigen Anfang der Kreuzgasse beim Währinger Gürtel und in der Kreuzgasse stadtauswärts bis zur Sommarugagasse gegenüber der Remise. (Die Strecke verlief nicht direkt auf dem Gürtel zur Kreuzgasse, da dieser damals noch nicht ausgebaut war, weil der Linienwall noch im Weg war.)

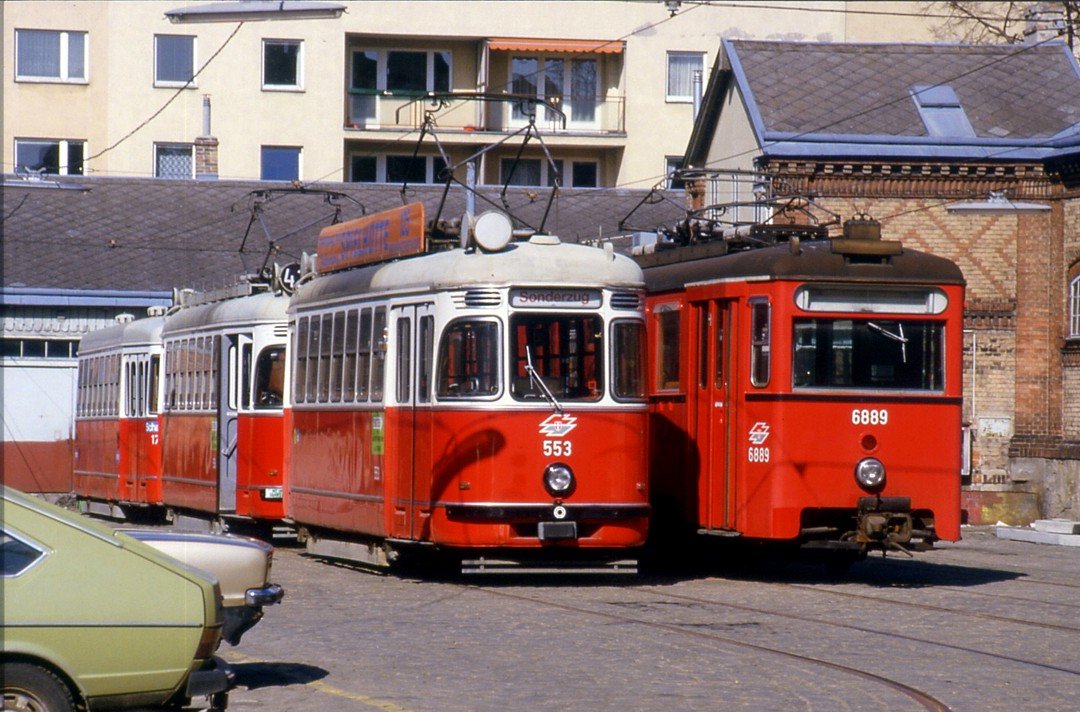
1985: Im Betriebsbahnhof abgestellte Fahrzeuge, rechts ein älterer Triebwagen der Wiener Elektrischen Stadtbahn

1902 erfolgte durch die von Siemens & Halske, Berlin, im Einvernehmen mit der Gemeinde Wien für wenige Jahre betriebene Bau- und Betriebsgesellschaft für städtische Straßenbahnen die Elektrifizierung der Strecke und der Gleise in der Remise. Die Gesellschaft wurde im gleichen Jahr von der Gemeinde Wien übernommen; seither ist am Expedit der Remise die Aufschrift Gemeinde Wien, Städtische Straßenbahnen angebracht.
Mit der Einführung der bis heute üblichen Liniensignale 1907 wurde die Strecke bis 1960 hauptsächlich von der Linie F befahren; das Buchstabensignal zeigte an, dass die so genannte Durchgangslinie über einen Teil der Ringstraße (Schottentor–Weiskirchnerstraße) verkehrte, von wo sie in den 3. Bezirk abbog und in Sankt Marx ihre südliche Endstation hatte. Vom Umbau des Schottentors zum Jonasreindl an, 1960, entfiel diese Durchgangslinie; der Abschnitt vom Schottentor zur Remise Kreuzgasse bzw. zur Paulinengasse Ecke Kreuzgasse (Endstation) und seit der Verlegung der Schleife bis zur Antonigasse (Endstation) wird seither (wie in den Nachkriegsjahren 1946–1948 wegen Gleisschäden) nur von der Linie 42 befahren, die seit 1948 zusätzlich zum F-Wagen verkehrte.
1924 wurde die Strecke von der Kreuzgasse über die Simonygasse zum Gersthofer Platzl mit der Station Gersthof des Vorortelinie genannten Teils der Wiener Stadtbahn verlängert. Dort befindet sich seither die nördliche Endstation der nur wenige Monate vorher neu eingeführten Linie 9, die vom Westbahnhof ausgeht, von der Vinzenzgasse kommend in die Kreuzgasse stadtauswärts einbiegt und an der Remise vorbeifährt. 1924 / 1925 wurden zwei große Gemeindebauten unmittelbar westlich der Remise gebaut, der Lindenhof (wie die Remise an der Nordseite der Kreuzgasse) und der Pfannenstielhof (an der Südseite der Gasse). Durch die Mittelöffnung dieses Hofes verläuft nunmehr die Schleife des 42ers.
1960 wurde die Remise Kreuzgasse der erste Betriebsbahnhof Wiens, dessen eingestellte Wagen vollständig aus geschlossenen Typen bestanden. Im Laufe der insgesamt 110-jährigen Nutzung der Remise waren hier Wagen der Linien E, ER, EK, E2 (eine der Zweierlinien, nordwestliche Endstation Gersthof, Herbeckstraße), E8, F, S18, V, 9, 40, 41 und 41A (Vorgänger der heutigen Linie 40) untergebracht.
1993 wurde die Remise aufgelassen. Die Hallen wurden seither für einen Supermarkt, als Turnhalle der Universität Wien, sowie als Lagerräume genutzt. Heute beherbergen sie eine Eurospar-Filiale, zudem wurden an die Gebäude (und über der Gleisharfe auf Stelzen) Wohnhäuser und eine Hochgarage angebaut. Das ehemalige Expedit dient weiterhin dem Fahrpersonal der Linie 42 als Aufenthaltsraum während seiner Pausen.

## Gebäude

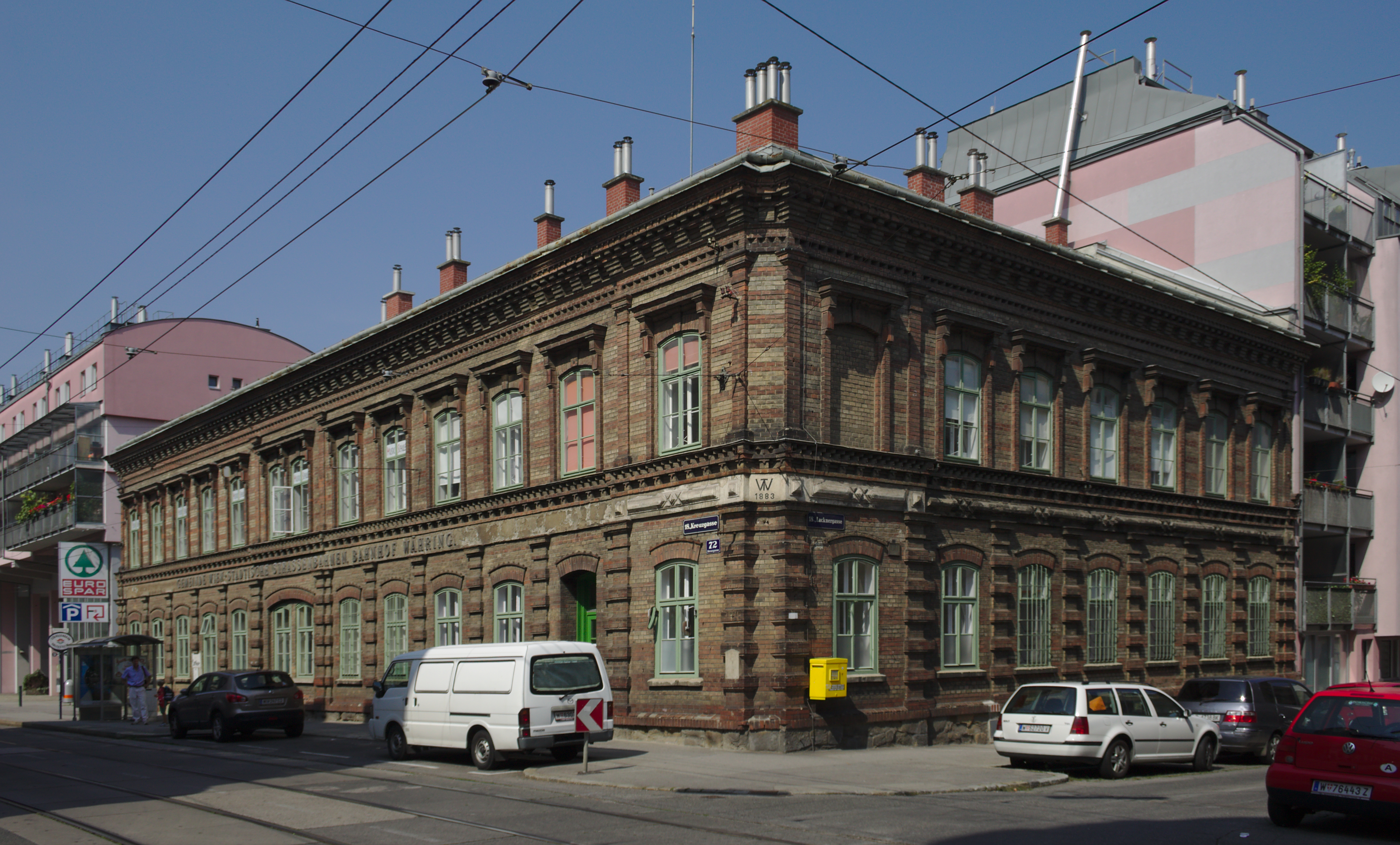
Verwaltungs- und Wohngebäude, ehem. Expedit

Die Wiener Tramway-Gesellschaft errichtete 1883 zunächst die mittlere Halle II mit Walmdach und bemerkenswerter Holzkonstruktion sowie ein zweigeschoßiges Verwaltungs- und Wohngebäude an der Ecke Lacknergasse. Zudem wurden daran nördlich anschließend Pferdestallungen für den Betrieb der Pferdestraßenbahn angebaut. Im Zuge der Einführung des elektrischen Betriebs wurden um 1902 die beiden seitlichen Staffelhallen I und III in Eisenkonstruktionsbauweise angeschlossen.